# Affection provoquée par les poussières de bois
Une affection provoquée par les poussières de bois peut être reconnue comme maladie professionnelle en France et dans d'autres pays sous certaines conditions.
Ce sujet relève du domaine de la législation sur la protection sociale et a un caractère davantage juridique que médical.

## Législation enFrance

### Régime général
| Fiche Maladie professionnelle | Fiche Maladie professionnelle | Fiche Maladie professionnelle |
| Ce tableau définit les critères à prendre en compte pour qu'une affection provoquée par les poussières de bois soit prise en charge au titre de la maladie professionnelle | Ce tableau définit les critères à prendre en compte pour qu'une affection provoquée par les poussières de bois soit prise en charge au titre de la maladie professionnelle | Ce tableau définit les critères à prendre en compte pour qu'une affection provoquée par les poussières de bois soit prise en charge au titre de la maladie professionnelle                                             |
| Régime Général. Date de création : 14 février 1967 | Régime Général. Date de création : 14 février 1967 | Régime Général. Date de création : 14 février 1967 |
| Tableau No 47 RG | Tableau No 47 RG | Tableau No 47 RG |
| Affections professionnelles provoquées par les poussières de bois | Affections professionnelles provoquées par les poussières de bois | Affections professionnelles provoquées par les poussières de bois |
| --- | --- | --- |
| Désignation des Maladies | Délai de prise en charge | Liste indicative des principaux travaux susceptibles de provoquer ces maladies |
| - A - Dermites eczématiformes récidivant en cas de nouvelle exposition au risque ou confirmées par un test cutané. | 15 jours | - A - Manipulation, traitement et usinage des bois et tous travaux exposant aux poussières de bois. |
| Conjonctivite récidivant en cas de nouvelle exposition au risque ou confirmée par test. | 7 jours | |
| Rhinite récidivant en cas de nouvelle exposition au risque ou confirmée par test. | 7 jours | |
| Asthme objectivé par explorations fonctionnelles respiratoires récidivant en cas de nouvelle exposition au risque ou confirmé par test. | 7 jours | |
| Syndrome respiratoire avec dyspnée, toux, expectoration, récidivant après nouvelle exposition au risque dont l'étiologie professionnelle est confirmée par la présence dans le sérum d'anticorps précipitants permettant d'identifier l'agent pathogène correspondant au produit responsable. | 30 jours | |
| Fibrose pulmonaire avec signes radiologiques et troubles respiratoires confirmés par l'exploration fonctionnelle lorsqu'il y a des signes immunologiques significatifs. | 1 an | |
| - B - Cancer primitif : carcinome des fosses nasales, de l’ethmoïde et des autres sinus de la face | 40 ans Sous réserve d’une durée d’exposition de 5 ans | - B - Travaux exposant à l'inhalation des poussières de bois, notamment : Travaux d'usinage du bois tels que sciage, fraisage, rabotage, perçage et ponçage. Travaux effectués dans les locaux où sont usinés les bois |
| Date de mise à jour : 25 février 2004 | | |

### Régime agricole
| Fiche Maladie professionnelle | Fiche Maladie professionnelle | Fiche Maladie professionnelle |
| Ce tableau définit les critères à prendre en compte pour qu'une affection provoquée par les poussières de bois soit prise en charge au titre de la maladie professionnelle | Ce tableau définit les critères à prendre en compte pour qu'une affection provoquée par les poussières de bois soit prise en charge au titre de la maladie professionnelle | Ce tableau définit les critères à prendre en compte pour qu'une affection provoquée par les poussières de bois soit prise en charge au titre de la maladie professionnelle                                              |
| Régime Agricole. Date de création : 15 juin 1976 | Régime Agricole. Date de création : 15 juin 1976 | Régime Agricole. Date de création : 15 juin 1976 |
| Tableau no 36 RA | Tableau no 36 RA | Tableau no 36 RA |
| AFFECTIONS PROFESSIONNELLES PROVOQUÉES PAR LES BOIS | AFFECTIONS PROFESSIONNELLES PROVOQUÉES PAR LES BOIS | AFFECTIONS PROFESSIONNELLES PROVOQUÉES PAR LES BOIS |
| --- | --- | --- |
| Désignation des Maladies | Délai de prise en charge | Travaux susceptibles de provoquer ces maladies |
| A -Dermites érythémateuses, conjonctivites, rhinites, lésions eczématiformes (cf. tableau 44).                                                                             | 7 jours (cf. tableau 44) | Manipulation, traitement et usinage des bois et tous travaux exposant aux poussières de bois. |
| B - Affections respiratoires professionnelles de mécanisme allergique (cf. tableau 45 A, B, C).                                                                            | Délais correspondant aux A, B, C du tableau 45 | Manipulation, traitement et usinage des bois et tous travaux exposant aux poussières de bois. |
| C - Cancer primitif de l'ethmoïde et des sinus de la face. | 30 ans | Travaux exposant à l'inhalation des poussières de bois, notamment : - travaux d'usinage des bois tels que sciage, fraisage, rabotage, perçage et ponçage ; - travaux effectués dans les locaux où sont usinés les bois. |
| Date de mise à jour : 15 janvier 1985 | | |

### Sources spécifiques
- Tableau no 47 des maladies professionnelles du régime Général
- Tableau no 36 Bis des maladies professionnelles du régime Agricole

### Sources générales
- Tableaux du régime Général sur le site de l’AIMT
- Guide des maladies professionnelles sur le site de l’INRS